# Villa romaine de San Biagio
La villa romaine de San Biagio est un site archéologique situé à Terme Vigliatore en Sicile.
Il s'agit d'une villa extraurbaine du IIe siècle, construite autour d’un péristyle. 
On y a découvert de nombreuses mosaïques, dont une seule figurée, représentant une scène de pêche, dans le frigidarium.